# 米尼多卡縣
米尼多卡縣（英語：Minidoka County）是美国爱达荷州南部的一個縣，面積1,976平方公里。根據2020年美國人口普查，人口21,613人。縣治魯珀特（Rupert）。該縣成立於1913年1月28日，縣名是來自拉科塔语（蘇語的一支）「噴泉或湧出的泉水」之意。